# Кызылсай (Мангистауская область)
Кызылсай (каз. Қызылсай) — село (ранее посёлок городского типа Узень) в Мангистауской области Казахстана, в подчинении у городской администрации Жанаозена. Административный центр и единственный населённый пункт Кызылсайского сельского округа.
Расположено на плато Мангышлак, в 15 км к северо-востоку от железнодорожной станции Узень (город Жанаозен). Вблизи села ведётся добыча нефти и газа.

## Население
В 1999 году население села составляло 3386 человек (1858 мужчин и 1528 женщин). По данным переписи 2009 года, в селе проживали 4994 человека (2444 мужчины и 2550 женщин). По данным переписи 2021 года, в селе проживало 5 803 человек (2 976 мужчин и 2 827 женщин).